# Thanom Kittikachorn
Thanom Kittikachorn (11 de agosto de 1911-16 de junio de 2004) fue un dictador militar de Tailandia. Un acérrimo anticomunista, Thanom supervisó una década de gobierno militar en Tailandia desde 1963 hasta 1973, hasta que protestas públicas que explotaron en violencia y lo obligaron a renunciar. Su regreso del exilio en 1976 desató protestas que llevó a una masacre de manifestantes, seguido de un golpe militar.

## Muerte
Thanom murió a los 92 años de edad el 16 de junio de 2004 en el Hospital Bangkok General, después de sufrir una apoplejía y un ataque al corazón en enero de 2004. Sus gastos médicos fueron pagados por el Rey Bhumibol Adulyadej. Su cremación fue el 25 de febrero de 2007, en Wat Debsirin.
La reina Sirikit presidió la ceremonia de cremación, iluminando la llama real, en nombre del rey Bhumibol. La Princesa Chulabhorn también estuvo allí.